# 艦隊問題演習
艦隊問題演習（Fleet Problem）是指由1923年至1940年間由美國海軍所進行的21次海戰演習。各次演習均以羅馬數字命名，即第I號艦隊問題演習至第XXI號艦隊問題演習。原訂於1941年進行的第22次艦隊問題演習因為第二次世界大戰而取消，在此之後艦隊問題演習經歷了長時間的中斷，並由其他各式演習所取代。然而，艦隊問題演習在2015年和2016年由海軍上將史考特·史威福所復活，並由美國太平洋艦隊進行了第XXIV至第XXVIII號艦隊問題演習。
艦隊問題演習通常都是每年舉行一次，由美國海軍的部隊進行模擬戰鬥，並由一支或多支部隊扮演其他歐洲或亞洲國家的海軍。艦隊問題演習是海軍年度訓練演習的高潮。

## 艦隊問題演習列表

### 第I號艦隊問題演習
第1號演習於1923年2月到3月在巴拿馬附近的海域舉行，黑隊利用戰列艦扮演航空母艦對巴拿馬運河發動攻擊，以測試巴拿馬運河區的防衛能力。其中一架由飾演航空母艦的奧克拉荷馬號戰艦上起飛的飛機成功向運河區內的加通水壩(Gatun Dam)投擲了10枚微型炸彈，在演習內被視為成功摧毀了加通水壩的水閘。

### 第II號、第III號及第IV號艦隊問題演習
第2、3及4號演習於1924年1月到2月在加勒比海舉行，模擬了可能出現在太平洋的戰事。

### 第V號艦隊問題演習
第5號演習於1925年3月及4月舉行，模擬對夏威夷群島發動攻擊。由黑隊飾演進攻方，隊中單位包括了蘭利號航空母艦、兩艘水上飛機母艦和其他配備飛機的船隻；負責防守的藍隊則沒有裝備航空母艦。在演習期間，懷俄明號戰艦上的飛機因彈射器故障而無法起飛。是次演習的蘭利號出色表現加速了列星頓號航空母艦和薩拉托加號航空母艦的生產速度。
此外，此演習亦於墨西哥下加利福尼亞州和瓜達盧普島附近演練攻擊陣地和海上加油。

### 第VI號艦隊問題演習
第6號演習在1926年年初在中美洲西海岸舉行。

### 第VII號艦隊問題演習
第7號演習在1927年3月舉行，演練巴拿馬運河的防衛。是次演習的焦點是蘭利號航空母艦成功對巴拿馬運河發動空襲。

### 第VIII號艦隊問題演習
第8號演習在1928年4月於加利福尼亞州和夏威夷之間舉行，由橙隊來自珍珠港的巡洋艦艦隊對抗美國太平洋艦隊前身美國艦隊太平洋戰鬥艦隊(Battle Fleet)其他艦隻組成的藍隊。本次演習同時演訓了護航、反潛搜索及反潛作戰。

### 第X號艦隊問題演習
第10號演習於1930年在加勒比海水域進行。參與是次演習的薩拉托加號航空母艦和蘭利號航空母艦因為列星頓號航空母艦的突襲而被判斷為失去戰鬥能力，反映了空中力量能在海戰量快速扭轉戰局。

### 第XI號艦隊問題演習
第11號演習於1930年4月在加勒比海水域進行。

### 第XII號艦隊問題演習

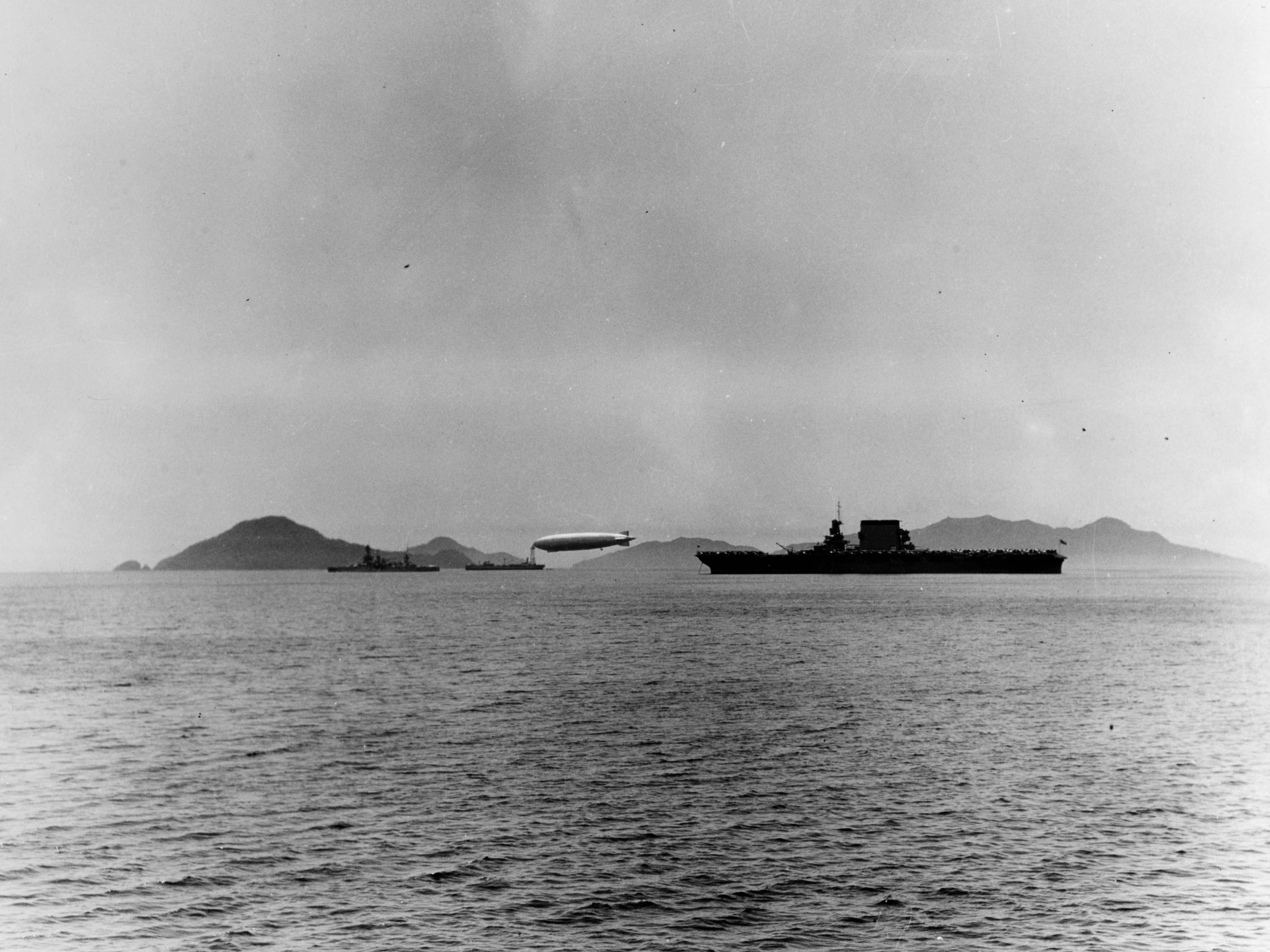
在第12號艦隊問題演習期間，美軍飛艇洛杉磯號(ZR-3)在巴拿馬附近停泊於補給艦USS Patoka上。

第12號演習於1931年在中美洲和巴拿馬西岸水域進行，進攻方為黑隊，自西面向中美洲登陸、建立前進基地和摧毀巴拿馬運河，防衛方由裝備航空母艦的藍隊負責。
核心為列星頓號航空母艦和薩拉托加號航空母艦航空母艦打擊群組成的藍隊向黑隊發動進攻，可是無法阻止黑隊登陸，並存在艦隊太過接近黑隊的問題。

### 第XVIII號艦隊問題演習
本次演習在1937年5月於阿拉斯加水域和夏威夷及中途島附近進行，演練佔領前進基地的戰技 － 這種戰技很大程度上得到了密接支援和兩棲作戰學說的完善。

### 第XIX號艦隊問題演習

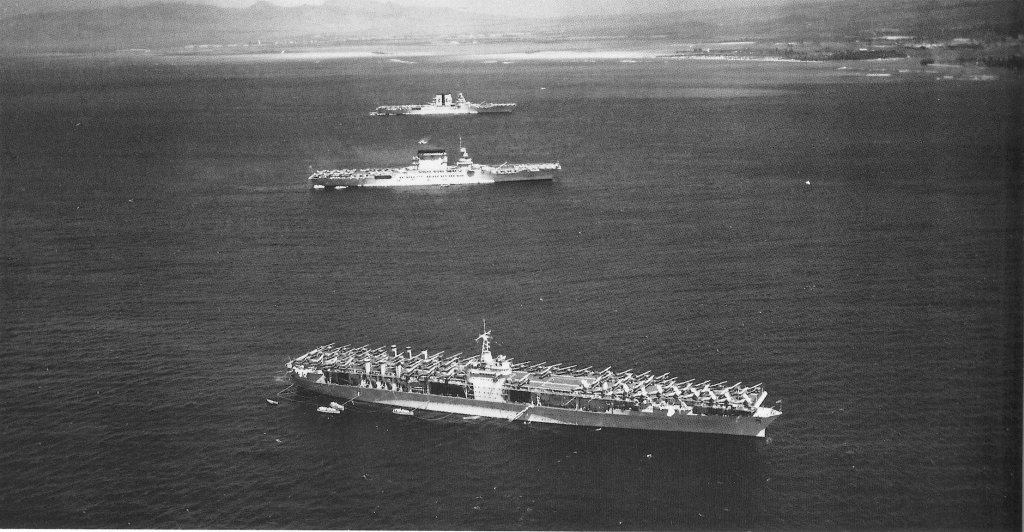
第19號艦隊問題演習期間於檀香山錨定的遊騎兵號(前方)、列星頓號(中間)和薩拉托加號航空母艦(後方)。

第19號演習在1938年4月到5月間舉行，使美國海軍能夠鍛鍊搜索戰術、利用潛艇、驅逐艦及飛機進行搜索和攻擊、部署艦隊和進行大型艦隊作戰。此外，亦再次演訓了占領敵方艦隊前進基地並抗抵來自敵方的輕度反擊。本次演習還測試了夏威夷防衛部隊的能力，並向其提供部份艦隊船隻加強實力，以保護群島並對抗來自整支美軍艦隊的攻擊。演習的最後一個階段演訓了艦隊對已修築防禦工事的海岸線的進攻。

### 第XX號艦隊問題演習
本次演習於1939年2月在加勒比海和大西洋舉行，時任美國總統 富蘭克林·德拉諾·羅斯福亦有到場觀看。演習模擬由白隊所扮演入侵者入侵美國東海岸和拉丁美洲，並由黑隊負責防衛。是次演習共出動了134艘船、600架飛機及超過52,000位官兵。

### 第XXI號艦隊問題演習
本次演習於1940年4月舉行，演訓內容為八階段的夏威夷地區防禦行動。

### 第XXII號艦隊問題演習
原訂於1941年春季舉行，但最終取消。

### 第XXIII號艦隊問題演習
演習單位包括了卡爾·文森號航空母艦和第1航空母艦打擊群。

### 第XXIV號至第XXVIII號艦隊問題演習
第24號至第28號演習的詳細資料並沒有公開。

## 註腳
1. ↑  . 环球时报. 2021-04-30 –中华网.
2. ↑  Admiral Scott H. Swift, U.S. Navy. . Proceedings. Vol. 144 no. 3/1,381 (U.S. Naval Institute). March 2018  [2018-11-02]. （原始内容存档于2018-11-23）.
3. 1 2  . 美國海軍軍艦辭典. 美國海軍部歷史與遺產司令部.
4. ↑  . DANFS.
5. ↑  . DANFS.
6. ↑  Albert A. Nofi, To Train the Fleet For War: The U.S. Navy Fleet Problems, 1923–1940 (Newport, R.I.: Naval War College Press, 2010)
7. 1 2  . DANFS.
8. ↑  Merrill, Grayson; Lester J. Stone. . Sea Stories. Annapolis, Maryland: Academy Alumni Association.   [January 5, 2012].
9. ↑  . DANFS.
10. 1 2  . 時代雜誌. 1939-02-20  [2008-02-29]. （原始内容存档于2008-04-22）.
11. ↑  . 時代雜誌. 1939-01-09  [2008-02-29]. （原始内容存档于2008-04-22）.
12. ↑  . DANFS.
13. 1 2  . www.usni.org.   [2018-03-28]. （原始内容存档于2018-11-23）.